# U.S. Route 52
U.S. Route 52 (ou U.S. Highway 52) é uma autoestrada dos Estados Unidos.
Faz a ligação do Oeste para o Este. A U.S. Route 52 foi construída em 1926 e tem 2 072 milhas (3 335 km).

## Principais ligações
Autoestrada 94 em Jamestown

 Autoestrada 35W em Minneapolis

 Autoestrada 35E em Saint Paul

 Autoestrada 80 em Joliet

 Autoestrada 69/Autoestrada 70 em Indianapolis

 Autoestrada 75 em Cincinnati

 Autoestrada 81 em Wytheville

 Autoestrada 40 em Winston-Salem

 Autoestrada 95 perto de Florence